# میلوراد دودیک
میلوراد دودیک (سیریلیک صربی: Милорад Додик؛ زادهٔ ۱۲ مارس ۱۹۵۹) یک سیاست‌مدار اهل بوسنی و هرزگوین است.